# Rogowo (gmina w powiecie łobeskim)
Rogowo – dawna gmina wiejska istniejąca w latach 1945–1954 w woj. szczecińskim (dzisiejsze woj. zachodniopomorskie). Siedzibą władz gminy było Rogowo.
Gmina Rogowo powstała po II wojnie światowej na terenie tzw. Ziem Odzyskanych (tzw. III okręg administracyjny – Pomorze Zachodnie). 28 czerwca 1946 gmina – jako jednostka administracyjna powiatu łobeskiego – weszła w skład nowo utworzonego woj. szczecińskiego.
Według stanu z 1 lipca 1952 gmina składała się z 8 gromad: Dobrkowo, Gostomin, Mieszewo, Orle, Rogowo, Sienno, Zelmowo i Zwierzynek. Gmina została zniesiona 29 września 1954 wraz z reformą wprowadzającą gromady w miejsce gmin. Jednostki nie przywrócono 1 stycznia 1973 wraz z kolejną reformą reaktywującą gminy, a jej dawny obszar wszedł w skład gmin Radowo Małe i Węgorzyno.
Nie mylić z pobliską dawną gminą Rogowo.